# Franz Robiller
Franz Robiller (* 19. November 1940 in Frankfurt am Main) ist ein deutscher Radiologe, Nuklearmediziner und Ornithologe. Er ist Autor zahlreicher Vogelbücher, sowie von Fachartikel in den Vogelfachzeitschriften Gefiederte Welt und Papageien.

## Leben und Wirken
Seit dem Jugendalter gilt sein Interesse auch der Ornithologie, dem Naturschutz und der Naturfotografie. Von 1959 bis 1965 studierte er Medizin an der Friedrich-Schiller-Universität Jena. 1967 promovierte er mit einer Arbeit über die Verteilung des Isotops Iod-131 bei der Ratte. 1969 erschien sein erstes Vogelbuch in der DDR, spätere Bücher erschienen sowohl in der DDR, als auch in westdeutschen bzw. österreichischen Verlagen. 1977 wurde er habilitiert. Seit 1978 leitete er die Nuklearmedizinische Abteilung des Kreiskrankenhauses Weimar. Von 1977 bis 1985 war er Lehrbeauftragter für Nuklearmedizin. 1987 war Robiller Delegierter bei der Gründung der European Association of Nuclear Medicine (EANM) in Budapest. Seit 1993 ist er Mitglied der Fachredaktion der Gefiederten Welt. 2005 war er ärztlicher Direktor des Sophien- und Hufeland-Klinikums in Weimar.

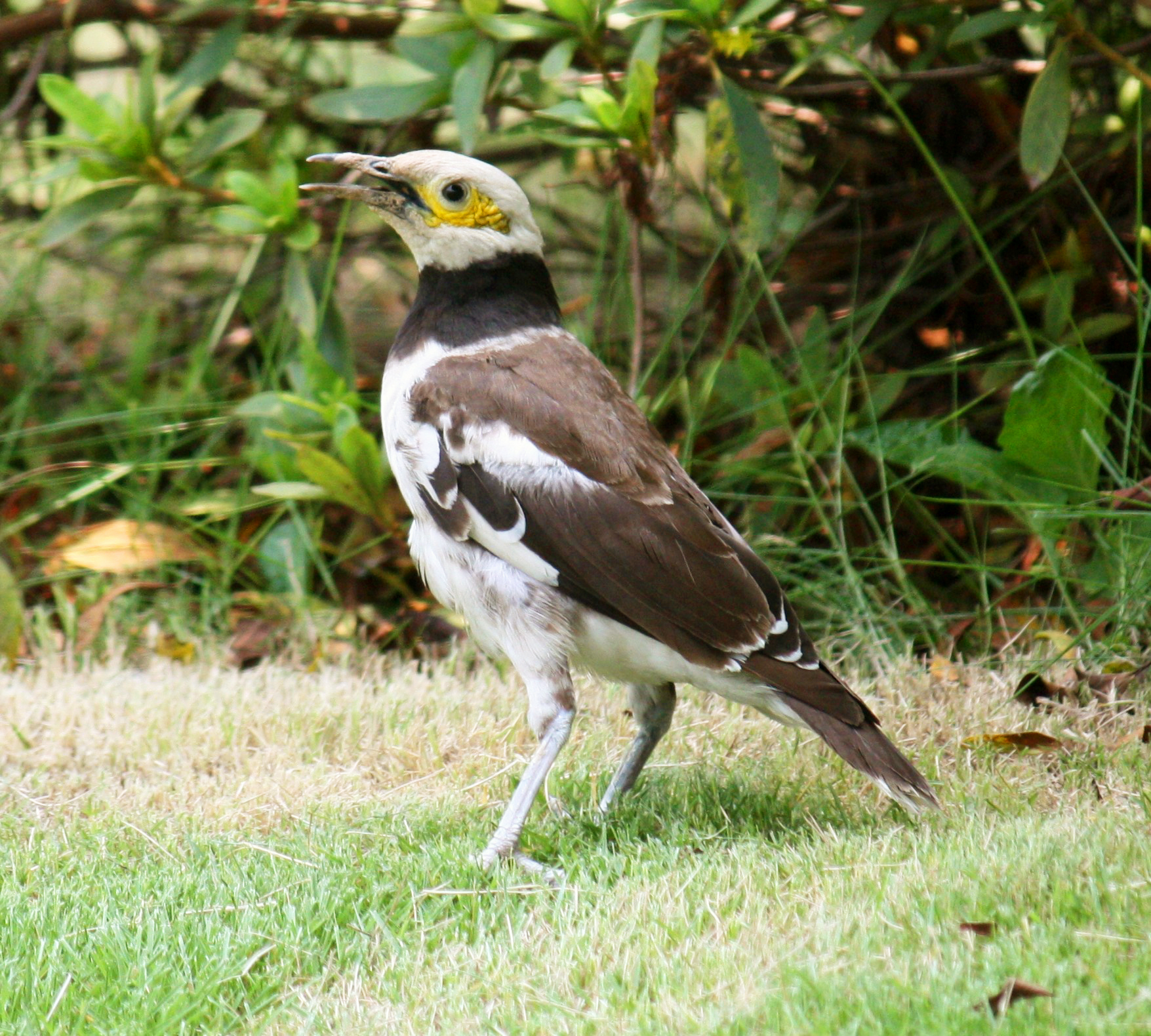
Schwarzhalsstar (Gracupica nigricollis)

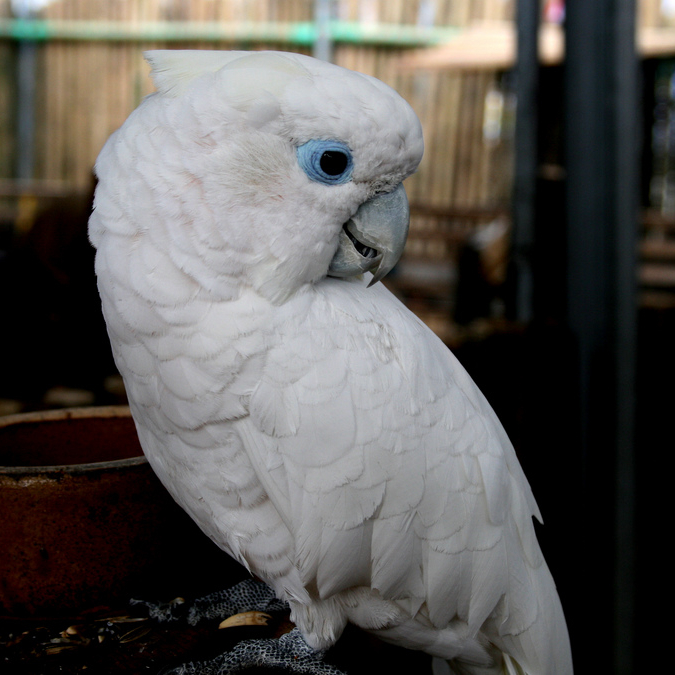
Salomonenkakadu (Cacatua ducorpsii)

1989 gelang ihm die Erstzucht des Schwarzhalsstars, 1996 die deutsche Erstzucht des Salomonenkakadu. Enge Kontakte unterhält Robiller zum Vogelpark Walsrode (1991–1993 Beratervertrag, seit 2002 wissenschaftlicher Beirat des Förderkreises).
Robiller forschte auf dem Gebiet der Endokrinologie der Vogelschilddrüse.

## Auszeichnungen
- 1979 und 1982 Goldene Ehrennadel der Spezialzuchtgemeinschaft Ziergeflügel und Exoten (heute: Verein für Zucht und Erhaltung einheimischer und fremdländischer Vögel, VZE)[2]
- 1983, 1990 und 1999 Goldmedaille der Gefiederten Welt[2]
- 1989 Literatur und Kunstpreis der Stadt Weimar[2]
- 1998 Preis für Tropenornithologie der Gesellschaft für Tropenornithologie[2]
- 1999 Umweltpreis der Stadt Weimar zusammen mit seinem Sohn Christoph Franz Robiller[2]
- 2000 Verdienstmedaille der VZE[2]
- 2002 Alfred Fichtner Medaille der VZE[2]
- 2010 Gottfried-Wilhelm-Leibniz-Medaille der Leibniz-Sozietät der Wissenschaften zu Berlin[6]
- 2015 Steinbacher-Preis der Gefiederten Welt[7]

## Publikationen

### Werke (Auswahl)
- Die Verteilung von J-131 in der Ratte. Jena 1967 (Diss. v. 20. Jan. 1967)
- Kranke Stubenvögel. Bücher für den Kleintierfreund. Deutscher Landwirtschaftsverl. VEB 1969
- Vogelpracht in Zucht und Pflege. Melsungen, Berlin, Basel, Wien: Neumann-Neudamm 1972
- Vögel in aller Welt. Melsungen, Berlin, Basel, Wien: Neumann-Neudamm 1978, als auch: Leipzig: Edition Leipzig 1978
- Käfige und Volieren in Haus und Garten. Berlin, Deutscher Landwirtschaftsverlag 1983, als auch: Melsungen: Neumann-Neudamm, 1983
- Lebensräume - Moor, Wiese, Wald, See. Urania-Verlag, 4. Auflage Leipzig Jena Berlin 1987
- Lexikon der Vogelhaltung. Landbuch, Hannover 1986, ISBN 3-7842-0322-1.
- Der Elbebiber. Kinderbuchverlag 1990
- Kakadus, Urania-Verlag, Leipzig Jena Berlin 1993, ISBN 3-332-00504-9
- Loris. Leipzig, Urania-Verlag 1993[8]
- Papageien: Handbuch der Vogelpflege. Über die Papageien der Welt in drei Bänden; mit den Haltungs- und Zuchterfahrungen aus dem Vogelpark Walsrode., Eugen Ulmer Verlag, Stuttgart 1997, ISBN 3-8001-7229-1

### Filme (Auswahl)
- Ruf der Wildnis – Schweden im Frühling (Kurzfilm, 31 Minuten)